# تامی لی جیمز
تامی لی جیمز (انگلیسی: Tommy Lee James) ترانه‌نویس و تهیه‌کننده موسیقی اهل ایالات متحده آمریکا است. او با هنرمندانی همچون ریبا مک‌اینتایر، مارتینا مک‌براید، تیم مک‌گرا، کلیف ریچارد، پم تیلیس، لیتل بیگ تاون، امیلی وست و وان دایرکشن همکاری کرده‌است.